# Żowtyj Jar
Żowtyj Jar (ukr. Жовтий Яр) – wieś na Ukrainie, w obwodzie odeskim, w rejonie białogrodzkim. W 2001 liczyła 772 mieszkańców, wśród których 700 jako ojczysty język wskazało ukraiński, 17 rosyjski, 50 mołdawski, 4 bułgarski, 1 romski, 1 grecki, a 4 inny.